# HK Malmö
HK Malmö es un club de balonmano con sede en Malmö, Suecia. Juega en la primera división de balonmano de Suecia. El club se formó en mayo de 2007 mediante una fusión.
Dicho club tiene actividades tanto a nivel de profesional como amateur, para adultos como para jóvenes (equipos masculinos y femeninos). También tiene un club para discapacitados y 30 equipos juveniles.

## Plantilla 2024-25
|  | Porteros - 0 Ebbe Hakansson - 0 Kalle Holmstedt - 0 Kristian Zetterlund Extremos izquierdos - 0 Felix Montebovi - 0 Love Sundewall Extremos derechos - 0 Christoffer Schnell - 0 Eric Palmqvist - 0 Malte Månsson Pivots - 14 Hampus Nygren - 0 Harry Cato Jablonsky - 0 Hugo Stuivers | Laterales izquierdos - 0 Martin Blomqvist Centrales - 07 Tim Hilding - 0 Arvid Johansson - 0 Ludvig Fagrenius - 90 Truls Grøtta Laterales derechos - 0 Alfred Olsson |